# 6620 Переґріна
6620 Переґріна (6620 Peregrina) — астероїд головного поясу, відкритий 25 жовтня 1973 року.
Тіссеранів параметр щодо Юпітера — 3,308.